# Kukës (hạt)
Hạt Kukës (tiếng Albania: Qarku i Kukësit) là một trong 12 hạt của Albania. Hạt này gồm các huyện Has, Kukës và Tropojë với tỉnh lỵ là Kukës.
Về phía đông, Kukës giáp các vùng Gjakova, Prizren của Kosovo, còn cực tây bắc giáp với các khu tự quản Gusinje, Plav của Montenegro và cực đông nam giáp với vùng Polog của Bắc Macedonia. Ở Albania, hạt này giáp các hạt sau:
- Dibër: nam
- Lezhë: tây nam
- Shkodër: tây